# Tadeusz Stryjeński

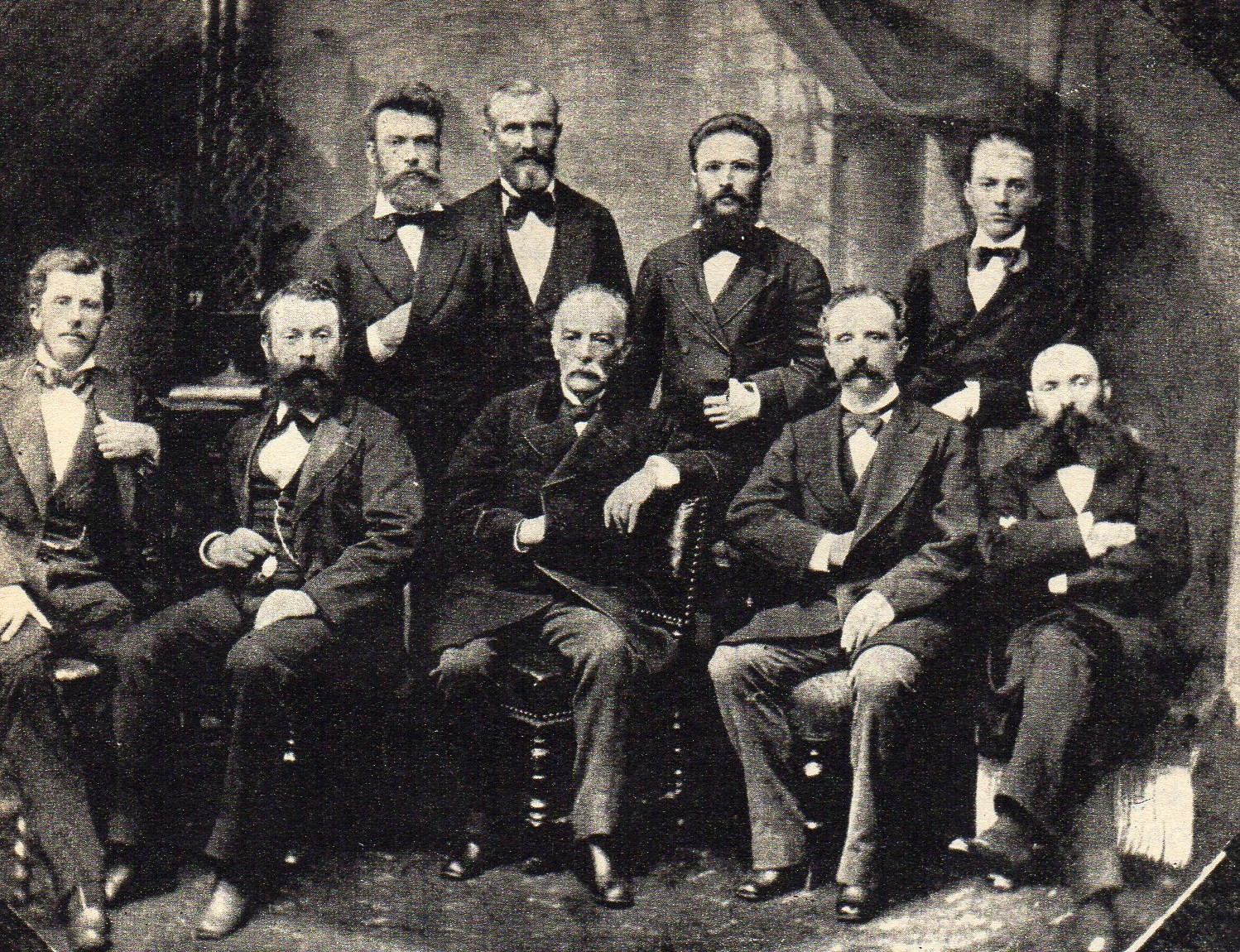
Tadeusz Stryjeński z grupą polskich inżynierów w Peru, 1874. Siedzą (od lewej): Tadeusz Stryjeński, Władysław Folkierski (ojciec), Ernest Malinowski, Edward Jan Habich i Leonard Laskowski. Stoją (od lewej): Ksawery Wakulski, Aleksander Babiński, Władysław Kluger i Jan Sztolcman

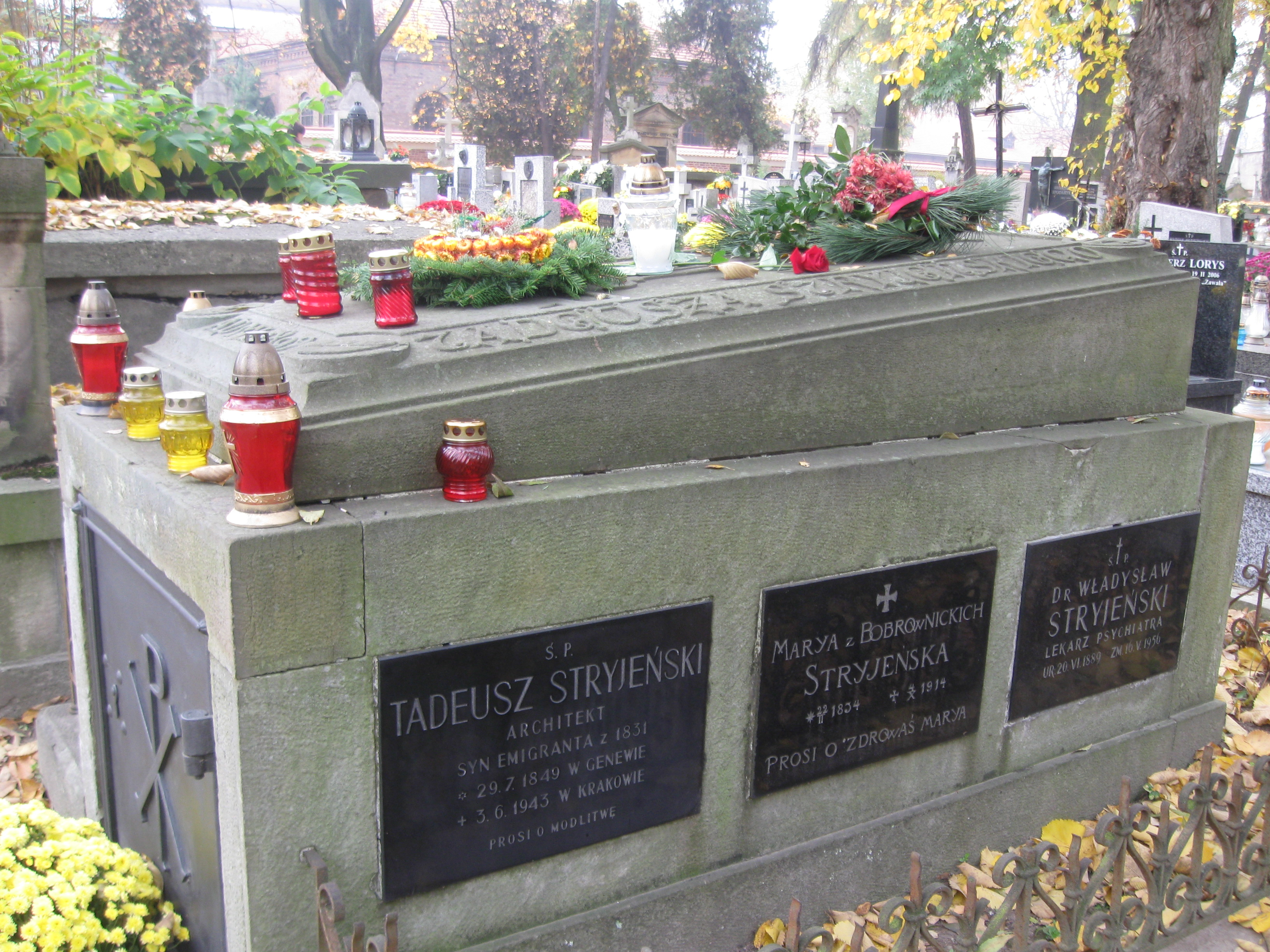
Grobowiec Tadeusza Stryjeńskiego na cmentarzu Rakowickim

Tadeusz Stryjeński (ur. 29 sierpnia 1849 w Carouge k. Genewy w Szwajcarii, zm. 3 czerwca 1943 w Krakowie) – polski architekt tworzący m.in. w stylu secesji, konserwator zabytków, przedsiębiorca budowlany.

## Życiorys
Urodził się w rodzinie Aleksandra, inżyniera, i Pauliny de Lestocq (1820–1902). Był bratem: Leokadii (1840–1902), Władysława (1844–1865), Caroline (1846–1913), Edmee (1848–1928) i Kazimierza (1853–1912). W latach 1868–1872 studiował architekturę na politechnice w Zurychu u Gottfrieda Sempera, w 1877 studia uzupełnił w École des Beaux-Arts w Paryżu. W latach 1874–1877 pracował jako architekt rządowy w Limie w Peru.
W 1879 otworzył w Krakowie własną firmę projektowo-budowlaną. Był członkiem Komisji Historii Sztuki Akademii Umiejętności. W latach 1906–1910 był dyrektorem Muzeum Techniczno-Przemysłowego, w 1913 wraz z Franciszkiem Mączyńskim zaprojektował dla niego nową siedzibę przy ulicy Smoleńsk 9.
Jako pierwszy w Polsce architekt stosował konstrukcje żelbetowe. Jego dziełami są: Pałacyk Straszewskich przy ulicy Straszewskiego 1 z 1885, willa „Pod Stańczykiem” przy ulicy Batorego 12 z lat 1882–1883, pałac Wołodkowiczów przy ulicy Lubicz 4, wspólnie z Władysławem Ekielskim wzniósł Schronisko Fundacji im. Aleksandra Lubomirskiego przy ulicy Rakowickiej 27 (obecnie Uniwersytet Ekonomiczny). Wzniósł także gmach Powiatowej Kasy Oszczędności przy ulicy Pijarskiej 1 w latach 1897–1899 oraz kamienicy położonej w Krakowie przy ul. Dietla 109.
Wraz z Franciszkiem Mączyńskim wzniósł budynek Izby Przemysłowo-Handlowej znany jako Dom „Pod Globusem” ul. Długa 1, przebudował fasadę budynku Teatru Starego (1904–1906), zaprojektował Bazar Polski znany obecnie jako Pałac Prasy przy ul. Wielopole 1 oraz (w latach 1903–1905) kościół i klasztor karmelitanek bosych przy ulicy Łobzowskiej 40.
Prowadził prace konserwatorskie w kościele św. Krzyża i w kościele Mariackim (1889–1891), gdzie w dowód wdzięczności za poniesiony trud przy prawym wyjściu z prezbiterium kościoła na plac Mariacki wykonano rzeźbioną głowę Stryjeńskiego na podstawie rysunku Jana Matejki, odrestaurował willę Decjusza w 1882 oraz zaprojektował stolarkę i meble do gmachu Collegium Novum UJ.
Był jednym z projektantów i współtwórcą planów Wielkiego Krakowa w 1910, członkiem Towarzystwa Przyjaciół Sztuk Pięknych w Krakowie.
Uchwałą Rady Wydziału Architektonicznego Politechniki Lwowskiej z dnia 5 czerwca 1939 zatwierdzoną przez Senat Politechniki Lwowskiej za zasługi na polu nauki otrzymał stopień akademicki doktora nauk technicznych honoris causa.
Zmarł w Krakowie. Pochowany na cmentarzu Rakowickim (kwatera FD-wsch-po lewej Popielów).

### Małżeństwo i dzieci
25 stycznia 1880 poślubił Mariannę z Bobrownickich (1854–1914). Miał z nią sześcioro dzieci: Joannę (1881–1967), Pawła (1883–1919), Karola (1887–1932), Władysława Jana (1889–1956), Andrzeja (1891–1892) i Leokadię (1895–1967).

## Galeria
Materiały archiwalne Tadeusza Stryjeńskiego znajdują się w PAN Archiwum w Warszawie pod sygnaturą III-135.

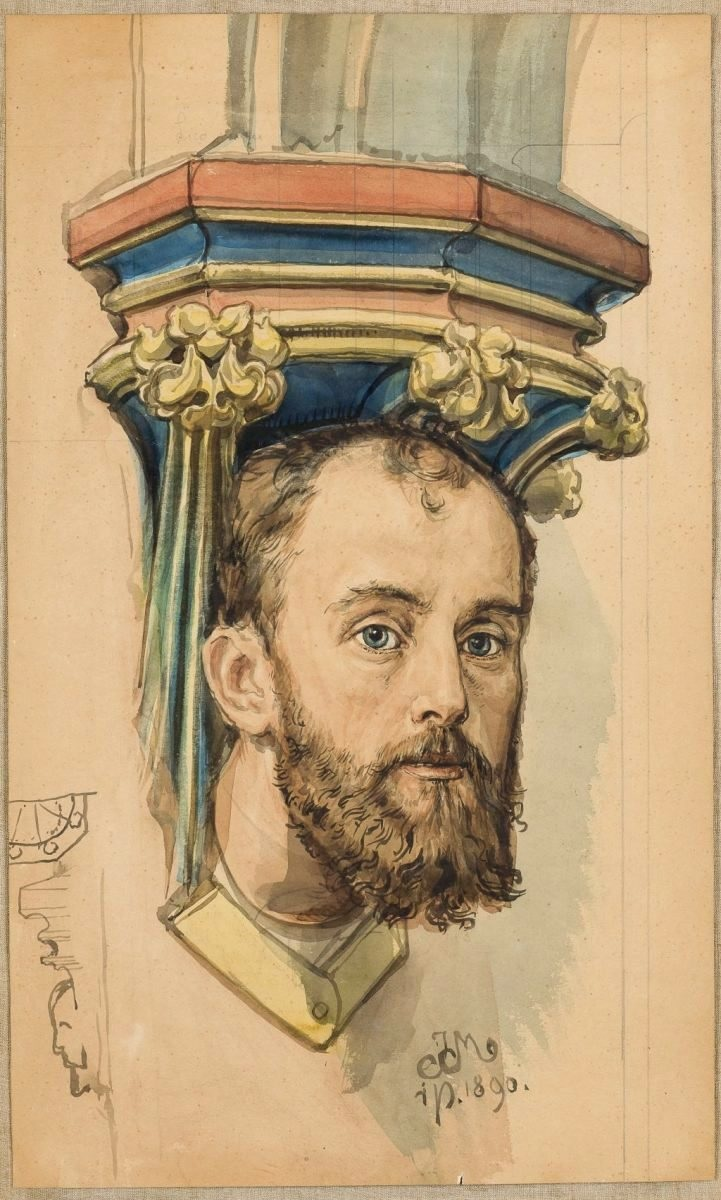
Projekt konsoli w kształcie głowy Tadeusza Stryjeńskiego do polichromii w kościele Mariackim, Jan Matejko.
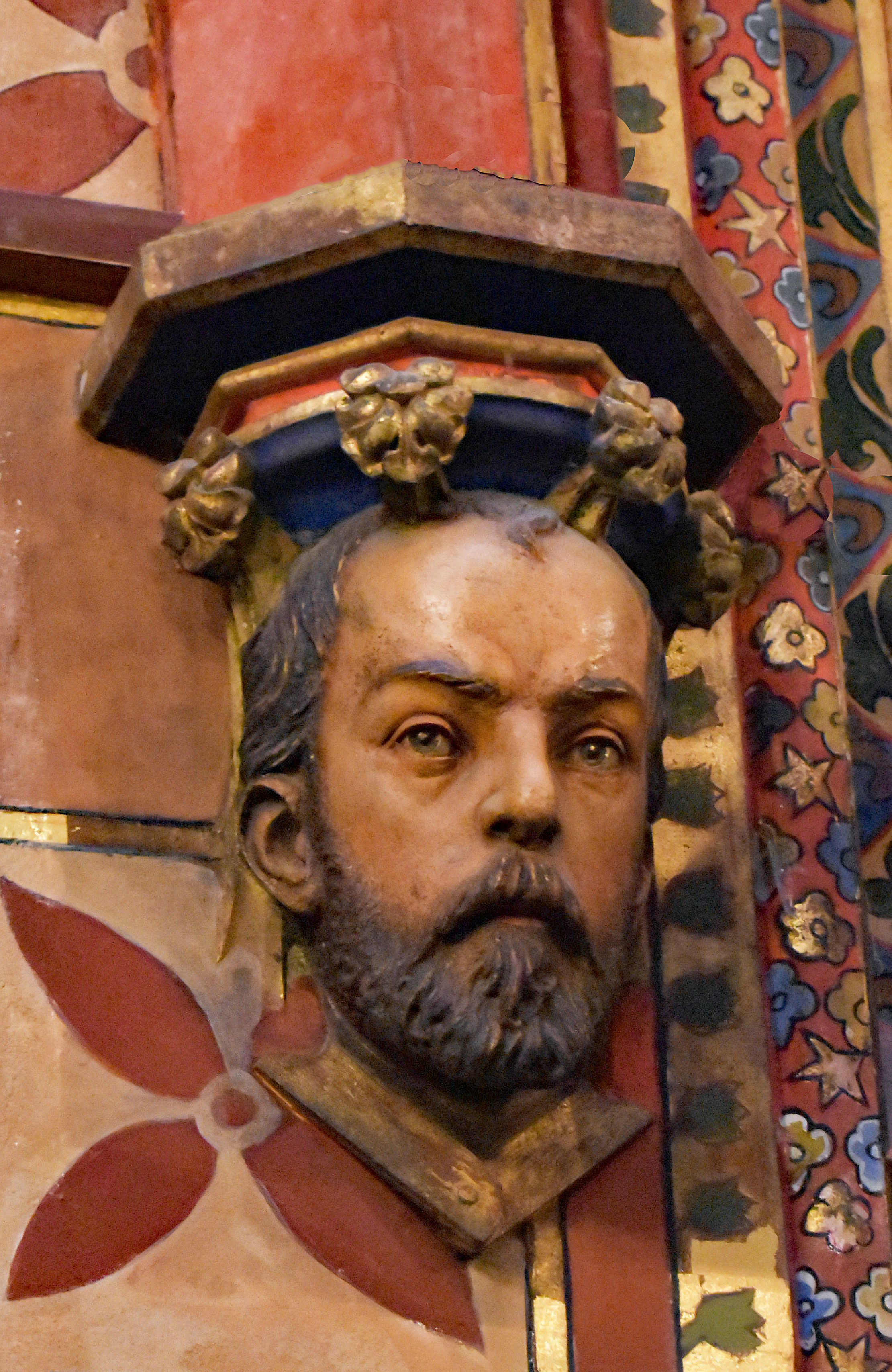
Konsola w kształcie głowy Tadeusza Stryjeńskiego przy prawych drzwiach prezbiterium kościoła Mariackiego.

## Realizacje (wybór)

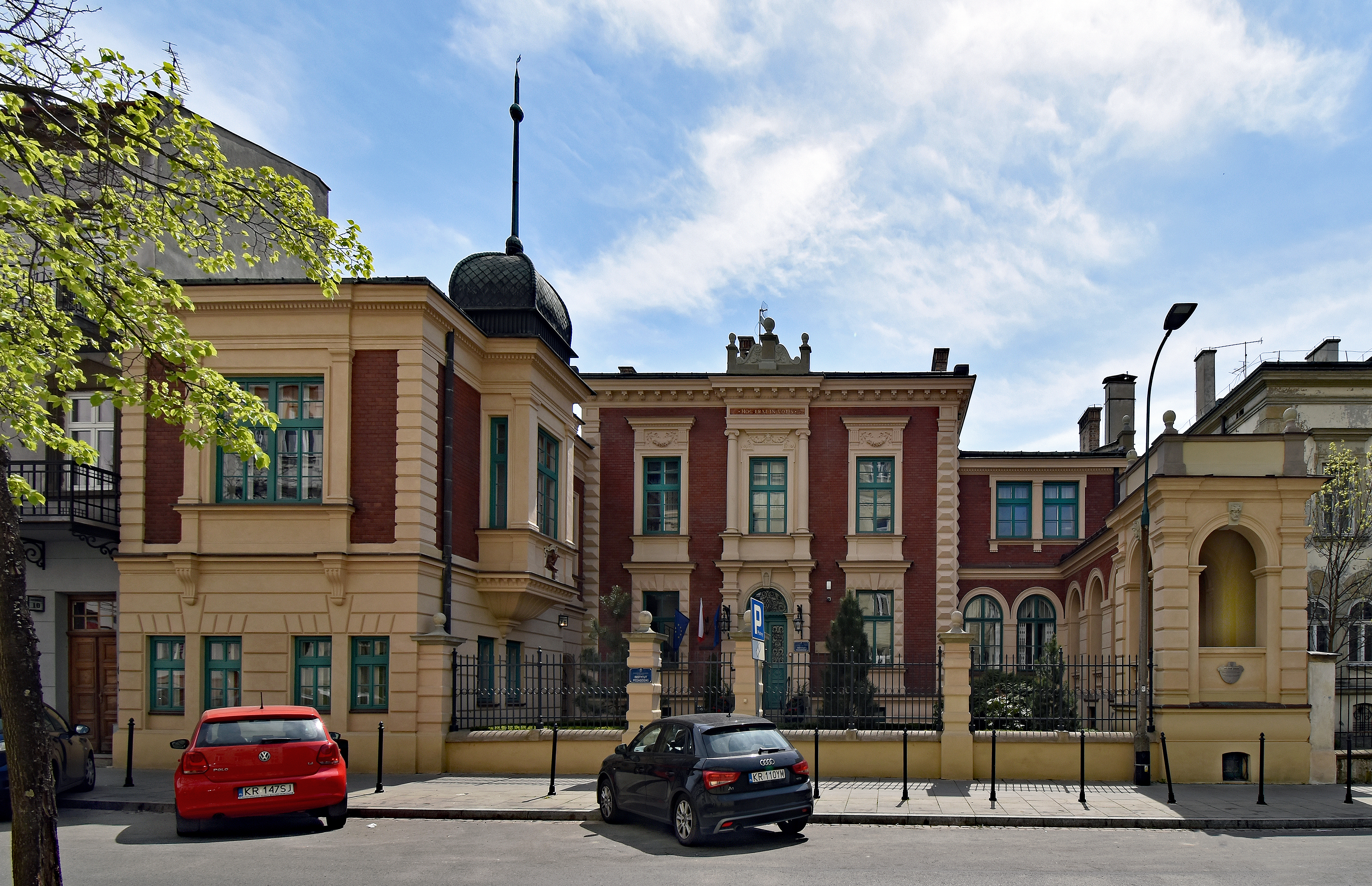
Willa Pod Stańczykiem, 1882 Kraków,  ul. Batorego 12
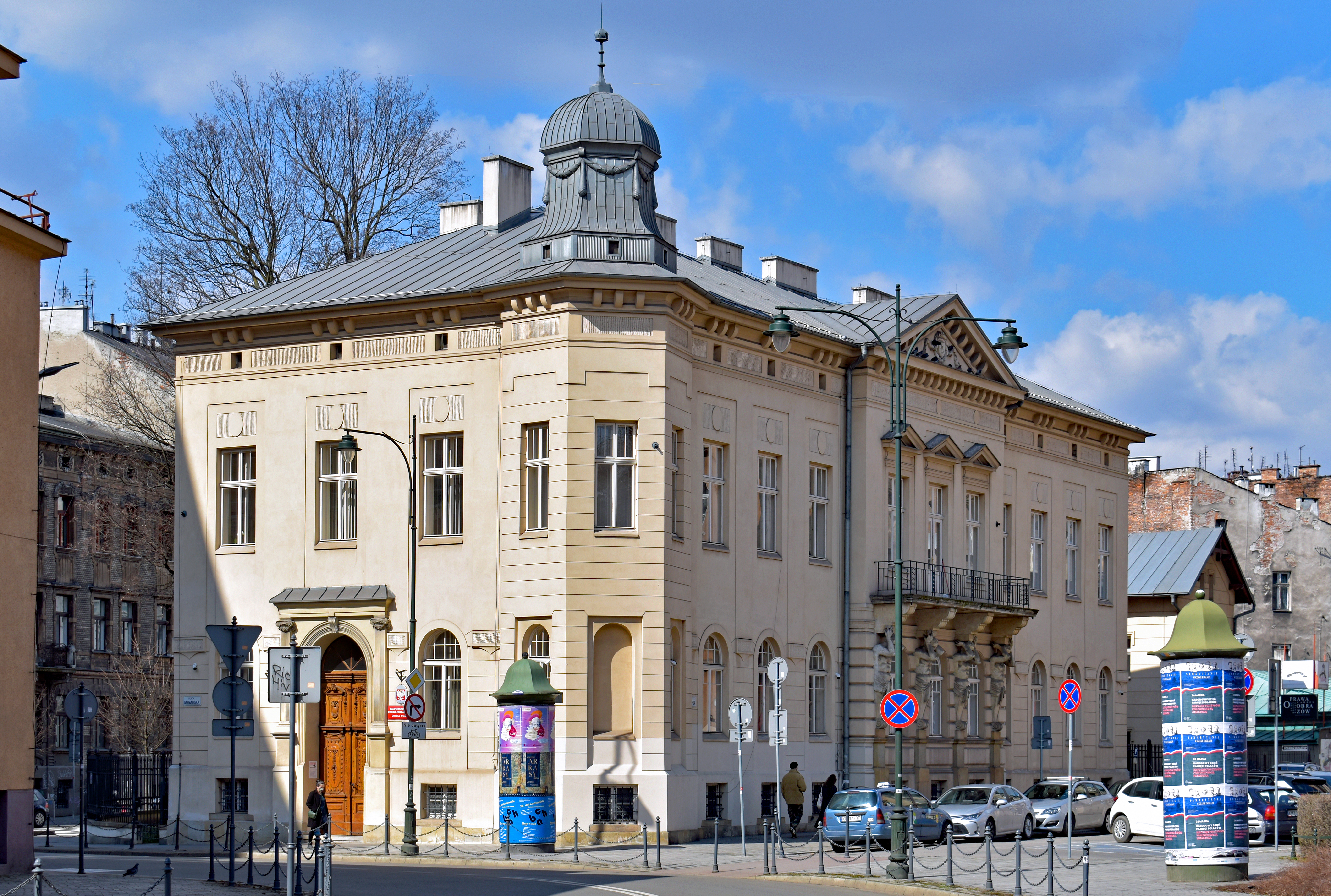
Pałac Tyszkiewiczów „Pod Bałwanami”, 1882 Kraków,  ul. Asnyka 2–4
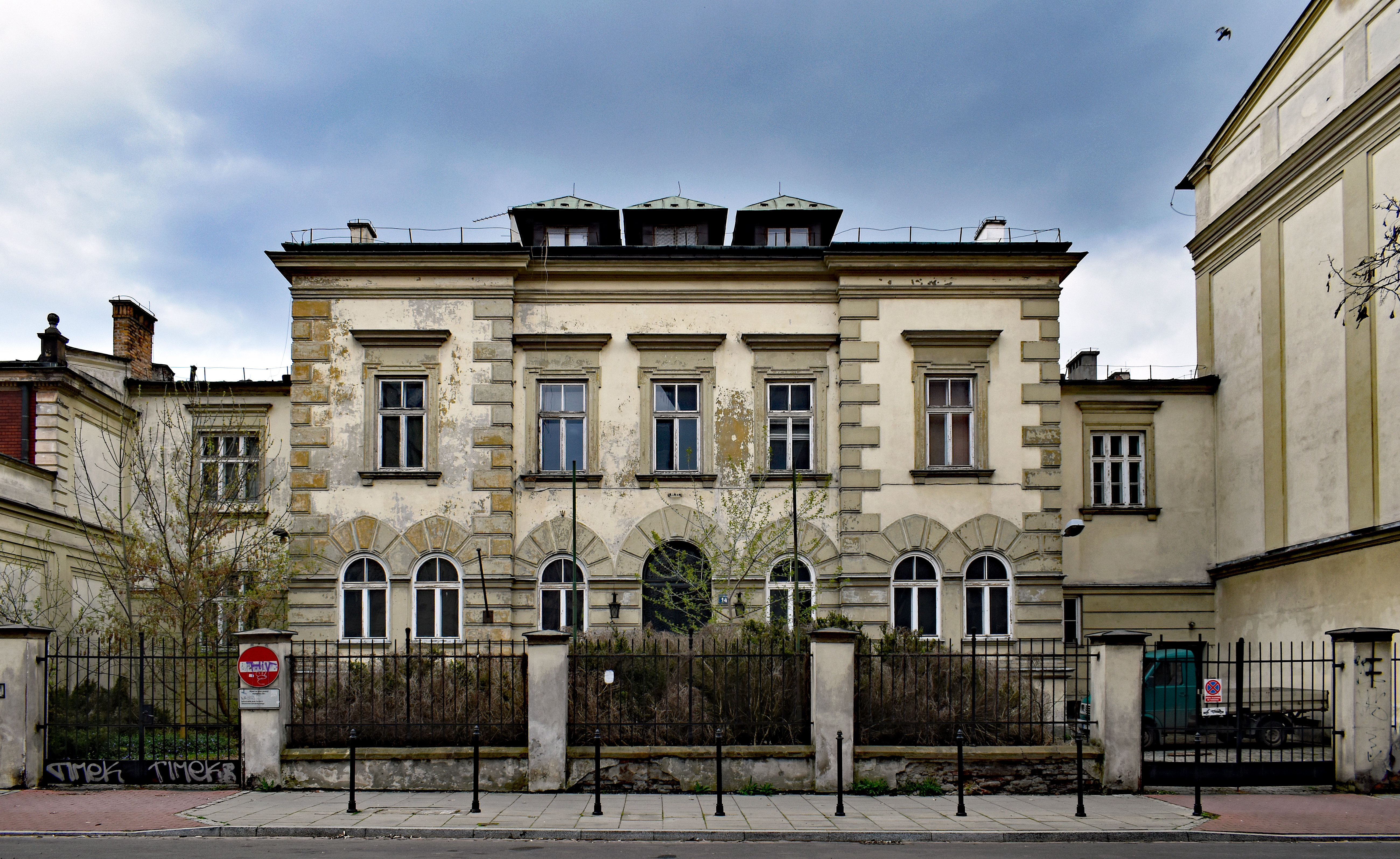
Willa, 1884 Kraków, ul. Batorego 14
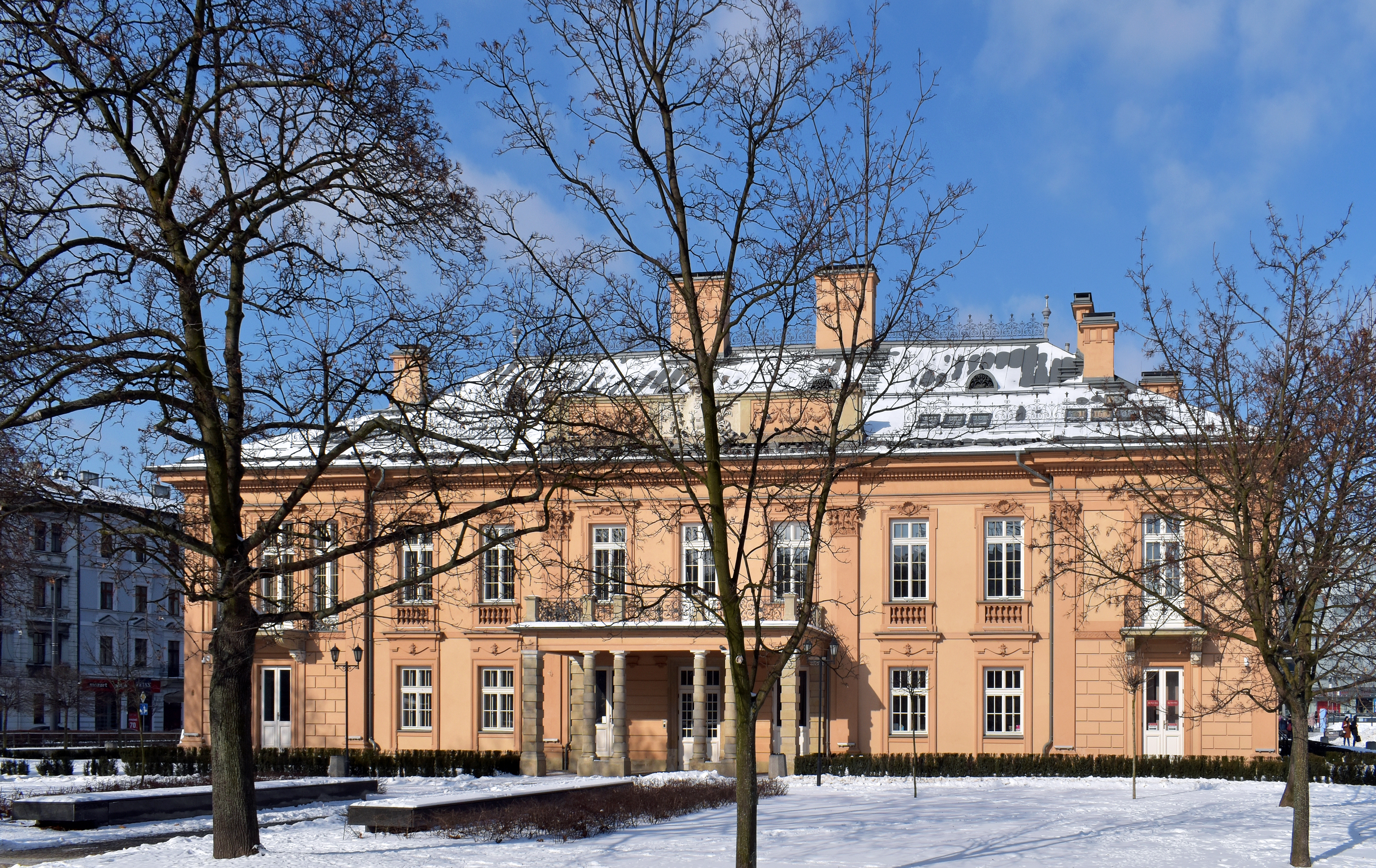
Pałac Wołodkowiczów (wspólnie z W. Ekielskim), 1884 Kraków,  ul. Lubicz 2
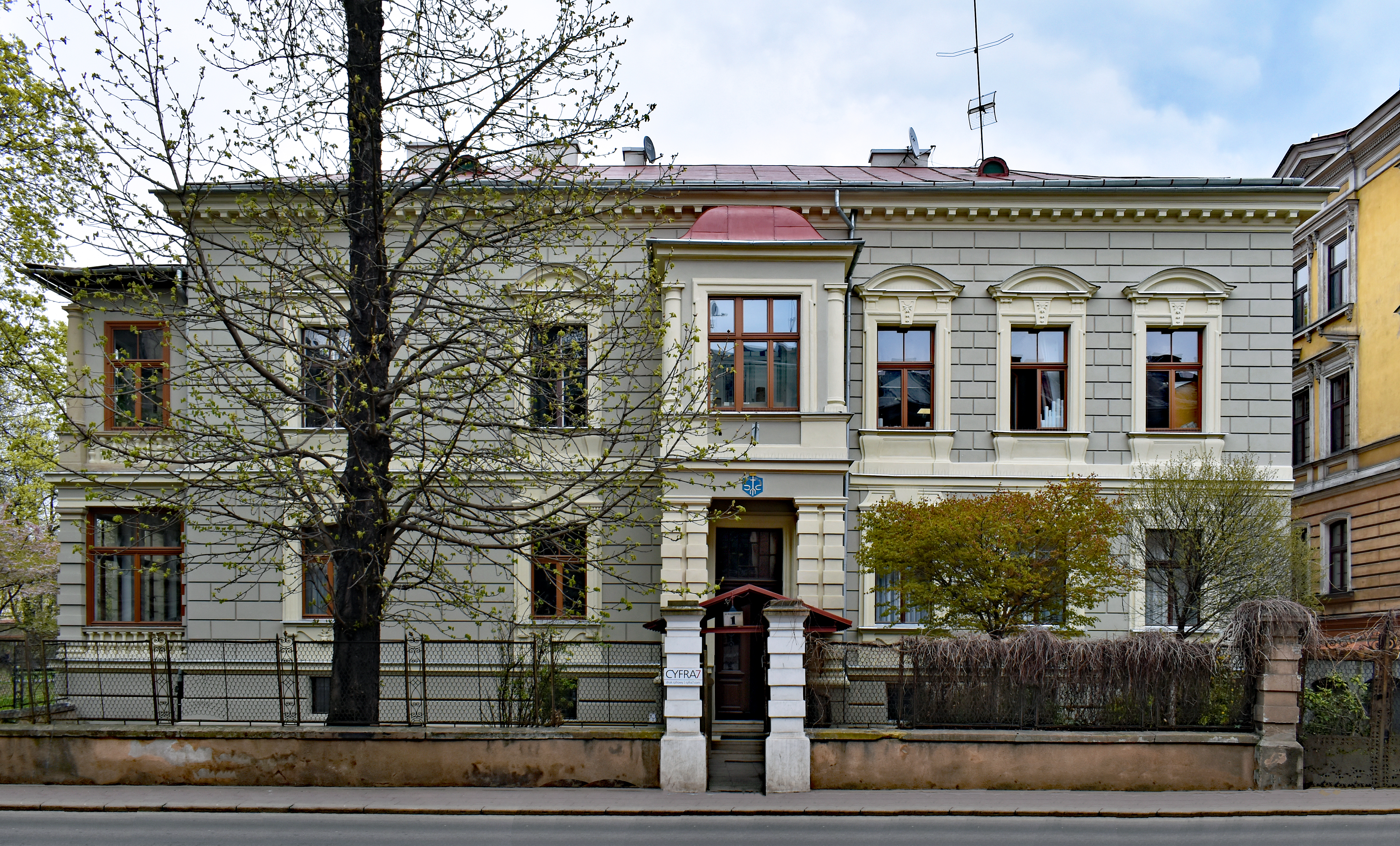
Pałacyk Straszewskiego, 1886 Kraków,  ul. Straszewskiego 1
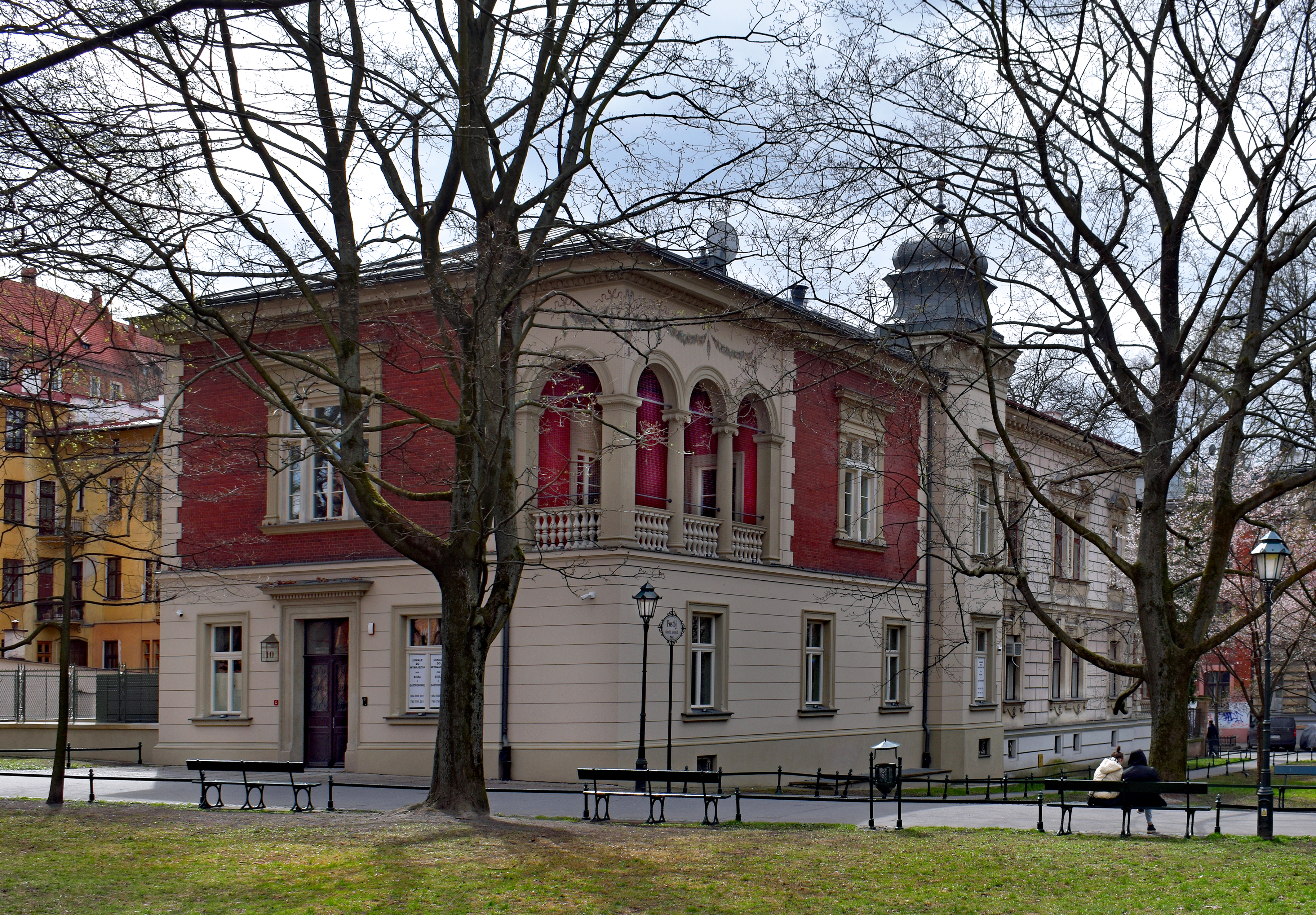
Willa Mały Wawel (1886) Kraków,  ul. Podzamcze 10
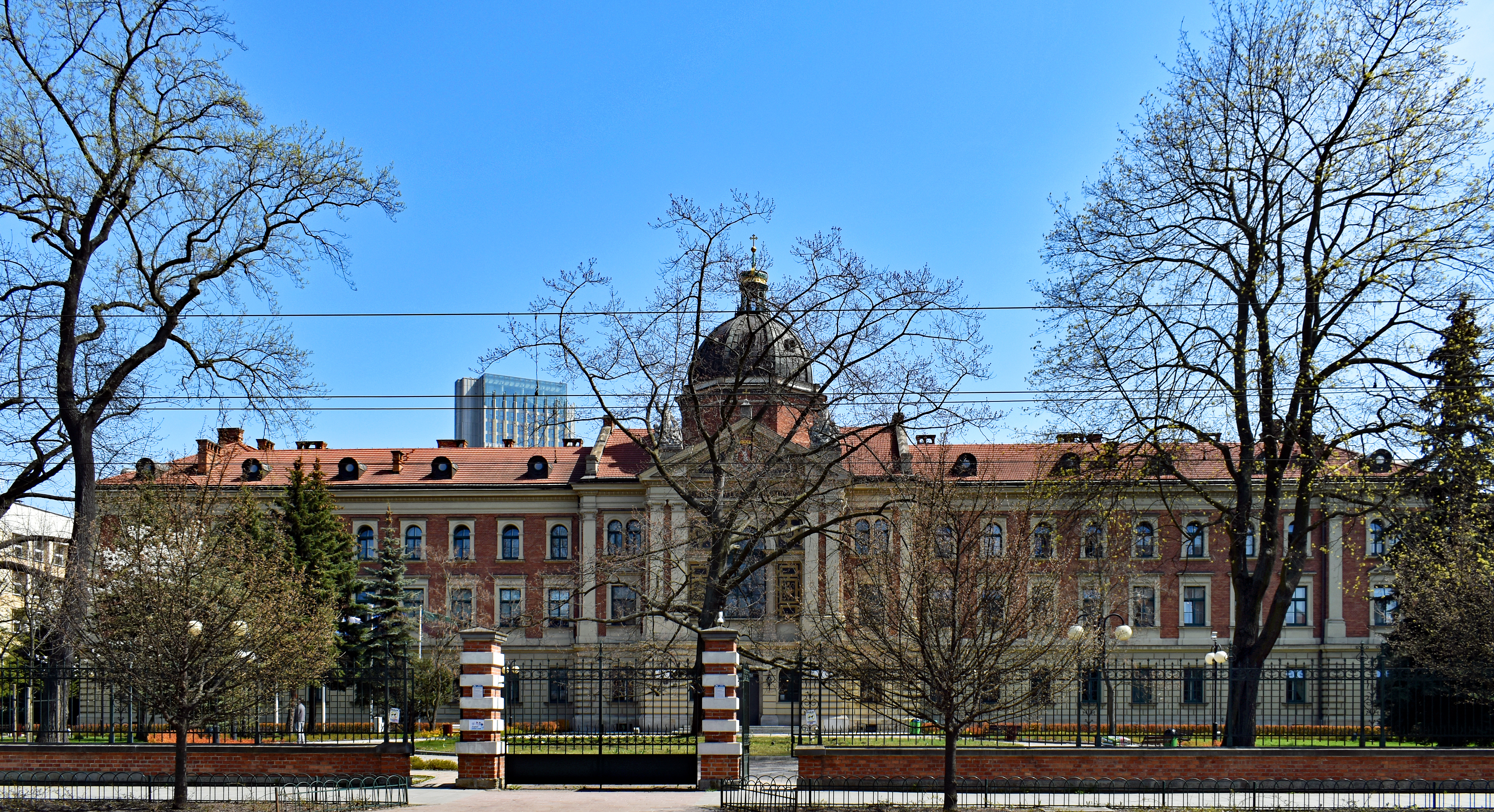
Schronisko Fundacji im. A. Lubomirskiego, obecnie Uniwersytet Ekonomiczny (wspólnie z W. Ekielskim), 1887 Kraków,  ul. Rakowicka 27
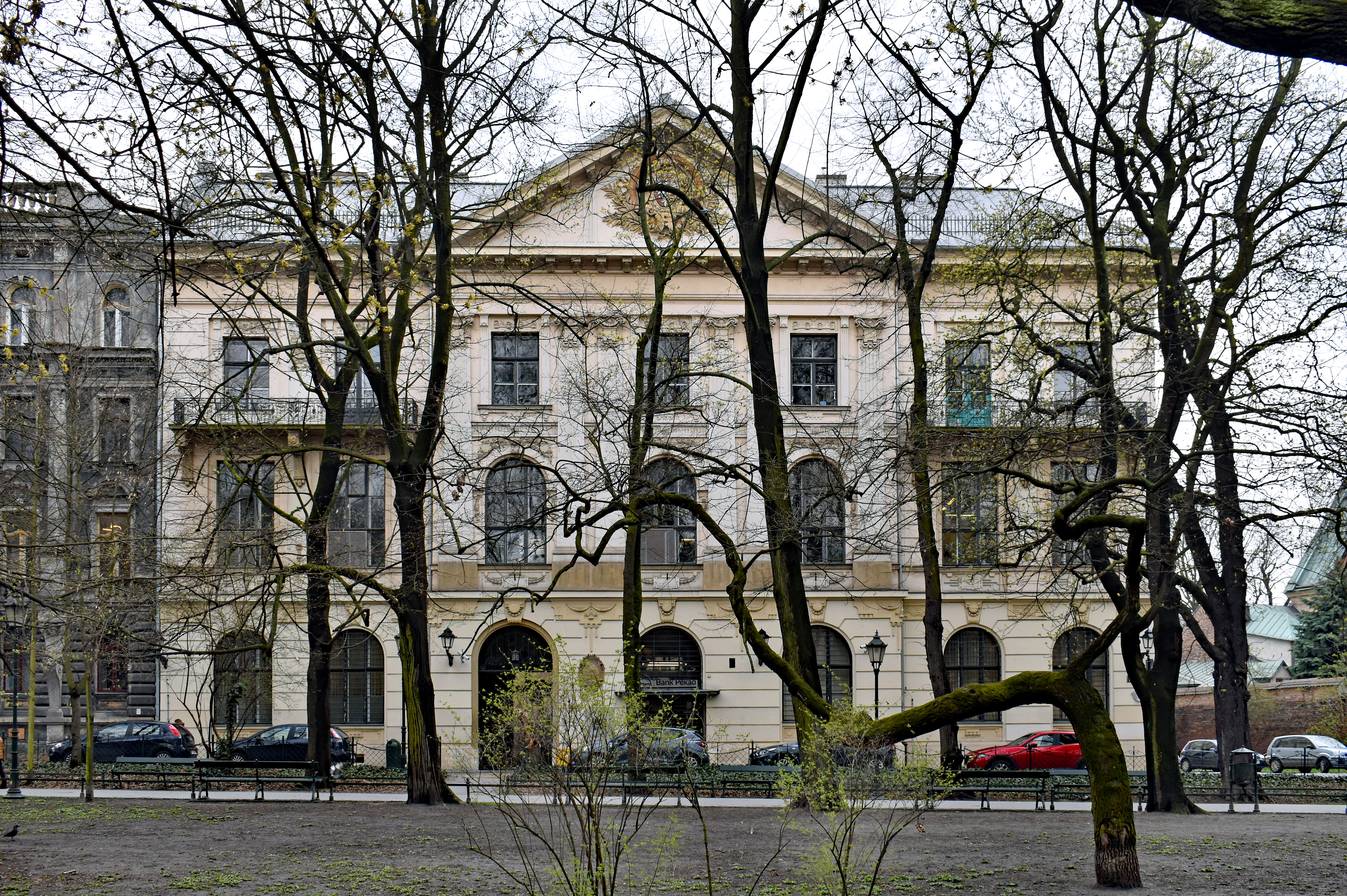
Budynek KKOPK (wspólnie z F. Mączyńskim),1897 Kraków,  ul. Pijarska 1
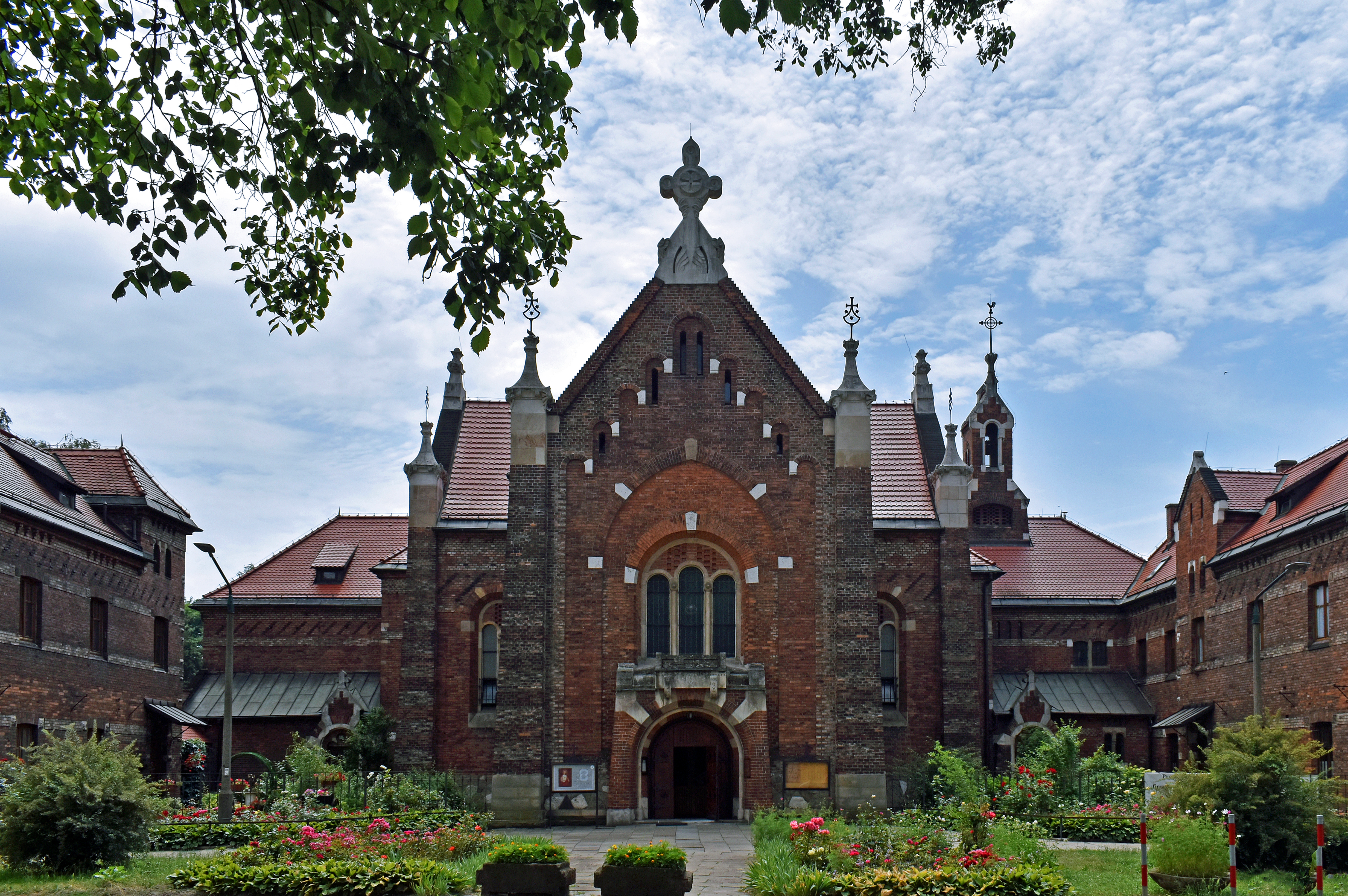
Kościół Opieki św. Józefa (wspólnie z F. Mączyńskim), 1903 Kraków, ul. Łobzowska 40
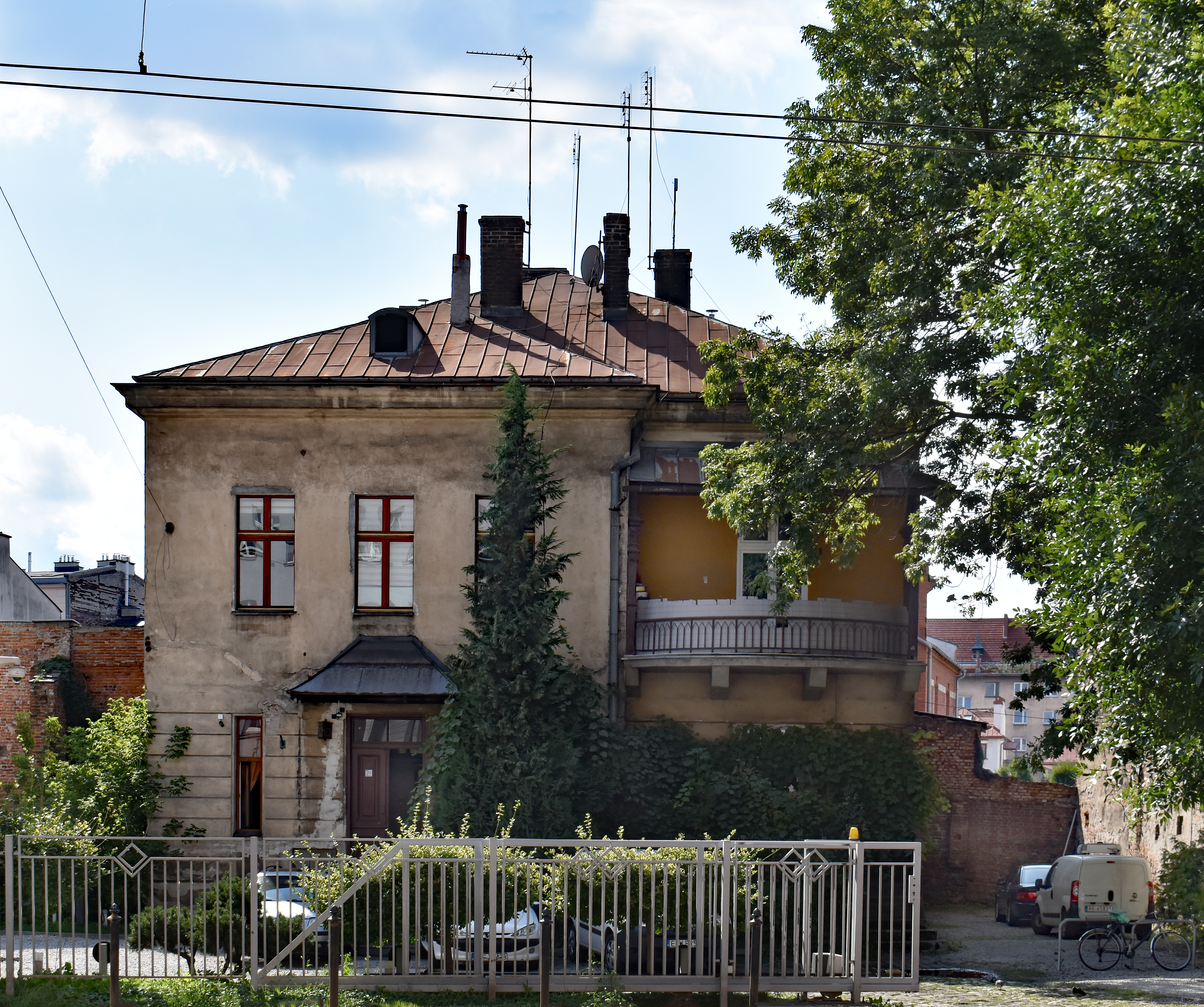
Willa Stryjeńskich, 1904 Kraków,  ul. Starowiślna 89
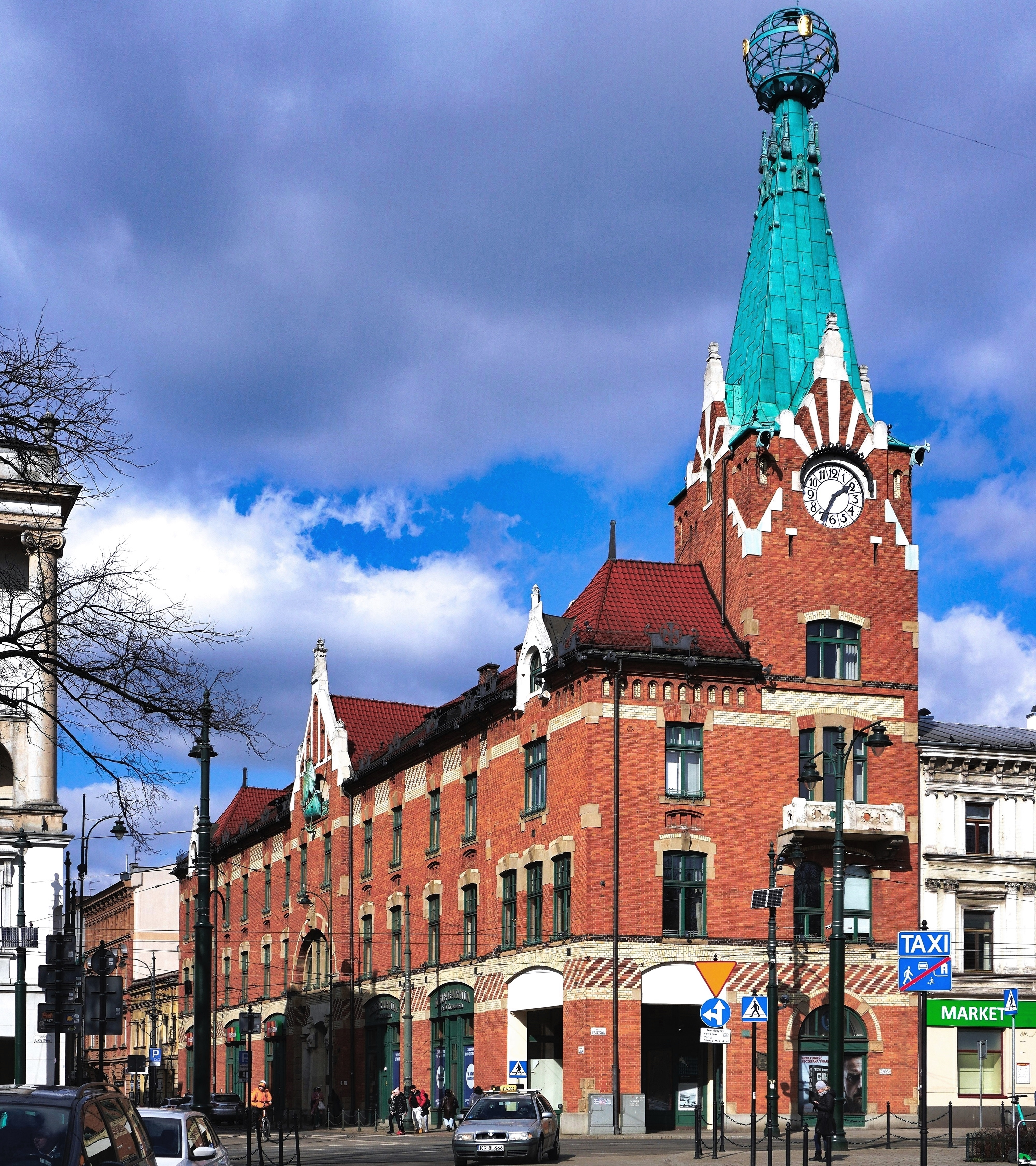
Dom pod Globusem (wspólnie z F. Mączyńskim), 1904 Kraków,  ul. Długa 1
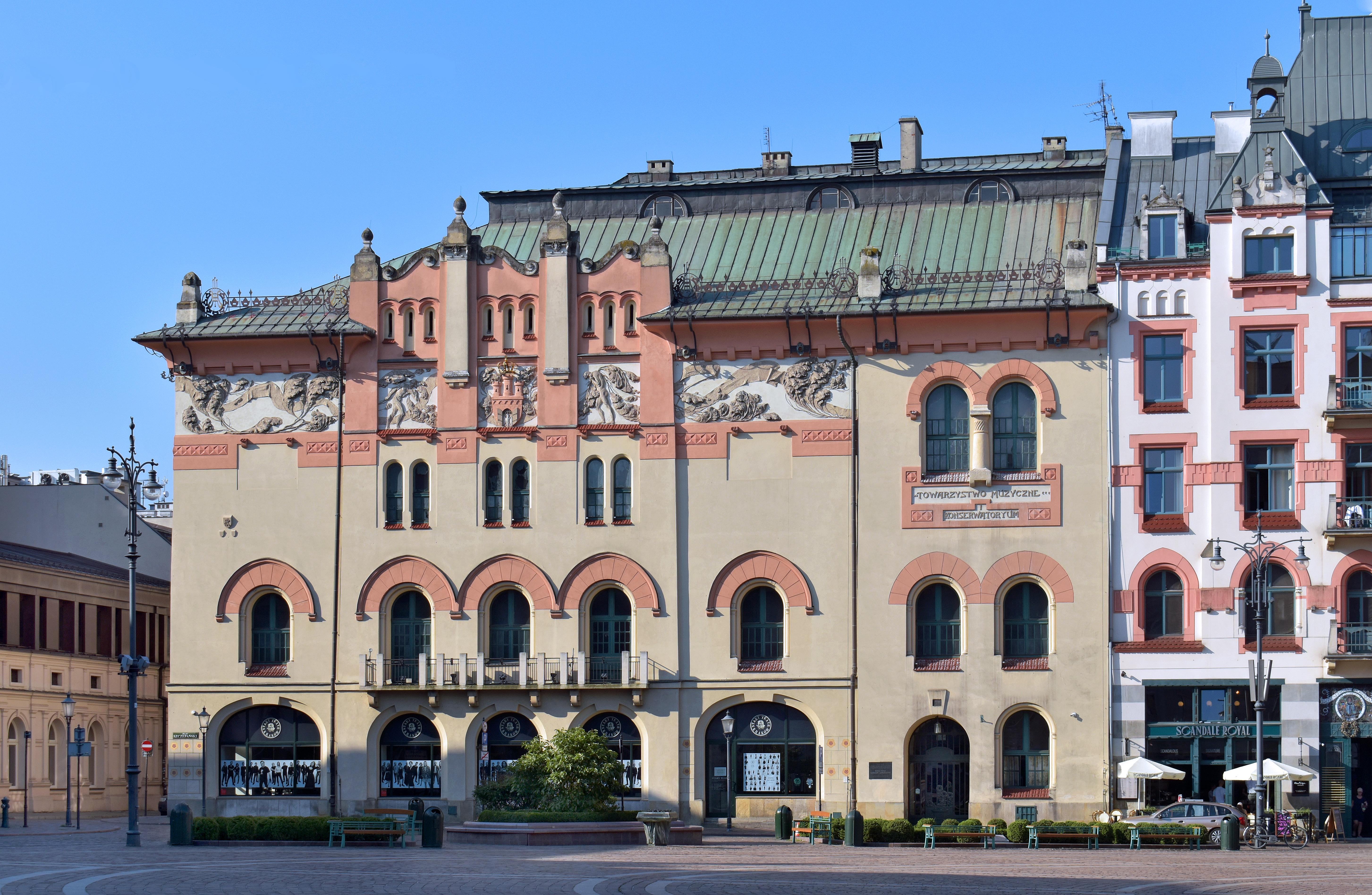
Stary Teatr (wspólnie z F. Mączyńskim), 1906 Kraków,  ul. Jagiellońska 5
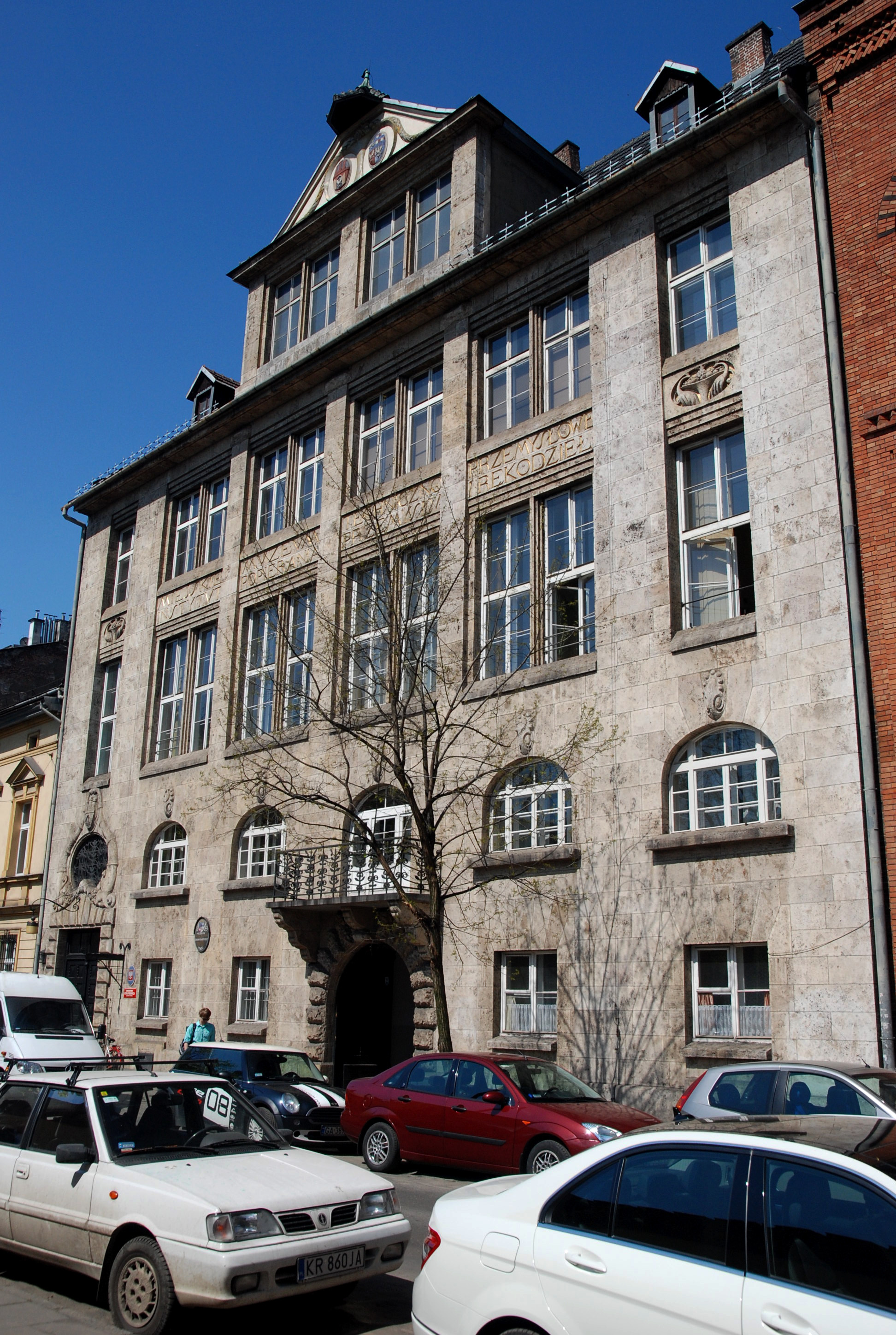
Muzeum Techniczno-Przemysłowe (wspólnie z F. Mączyńskim i J. Czajkowskim), 1908 Kraków,  ul. Smoleńsk 9
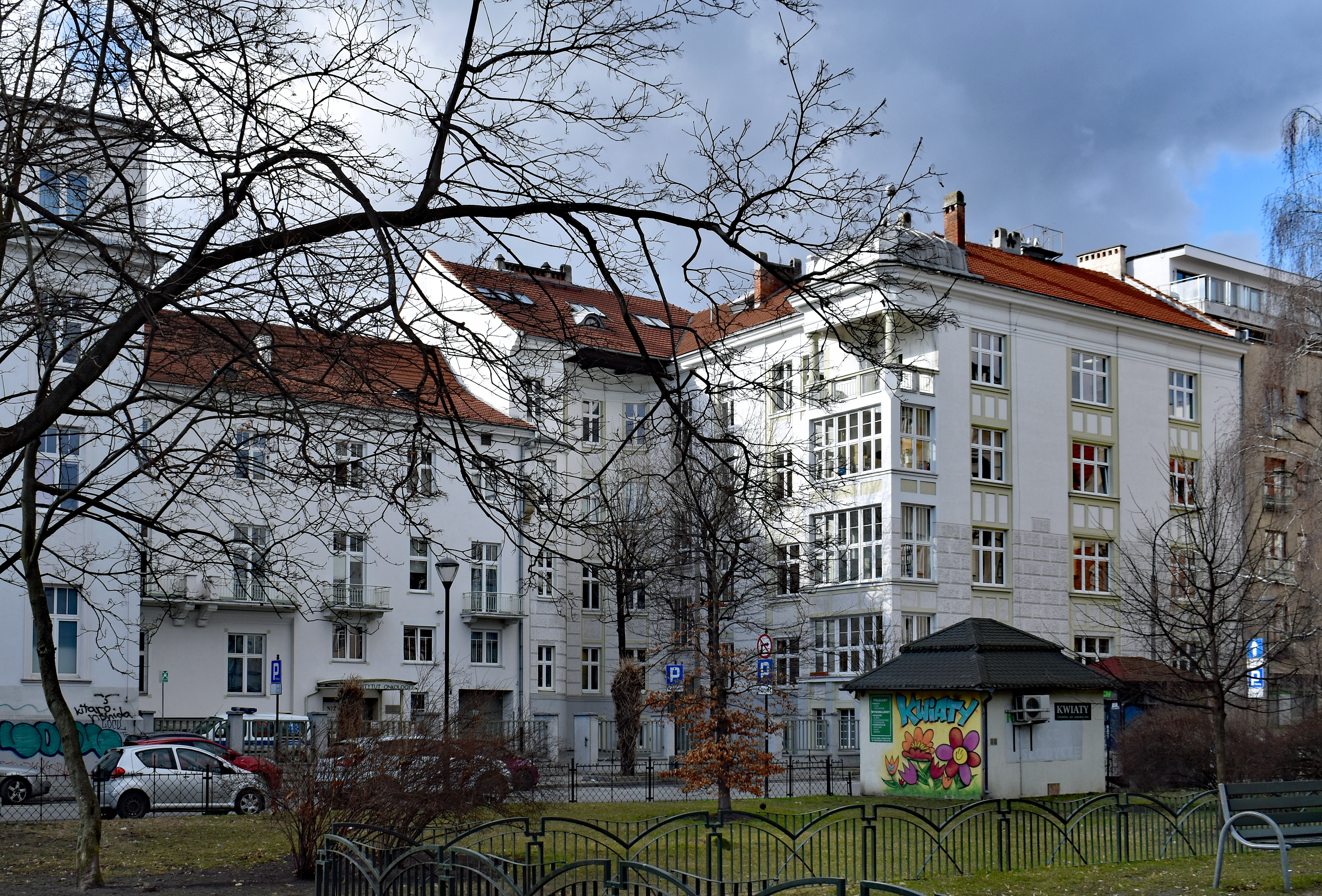
Dawna Lecznica Związkowa, obecnie w zespole Instytut Onkologii (wspólnie z F. Mączyńskim), 1910 Kraków, ul. Garncarska 11–13
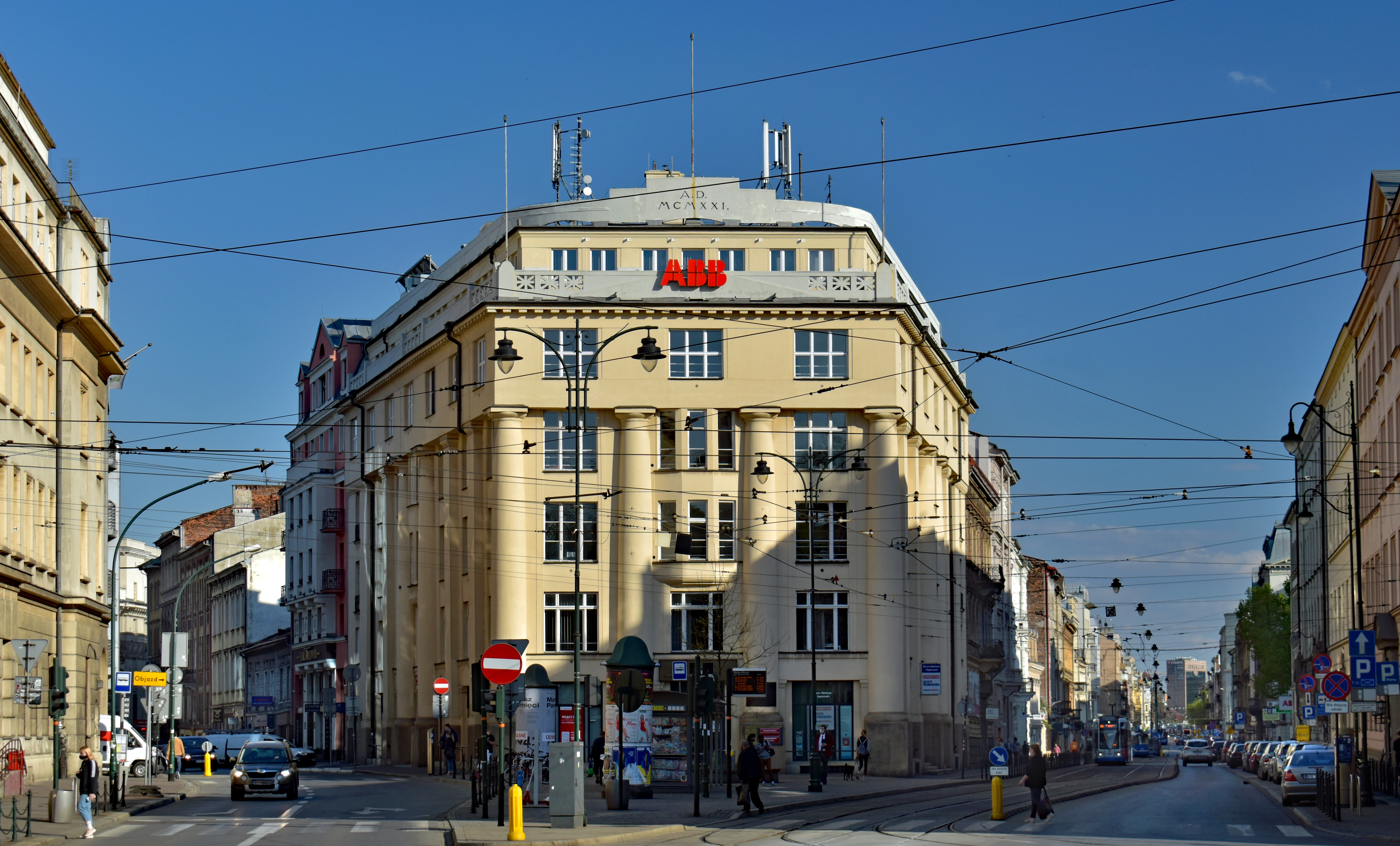
Pałac Prasy (wspólnie z F. Mączyńskim), 1920 Kraków,  ul. Wielopole 1
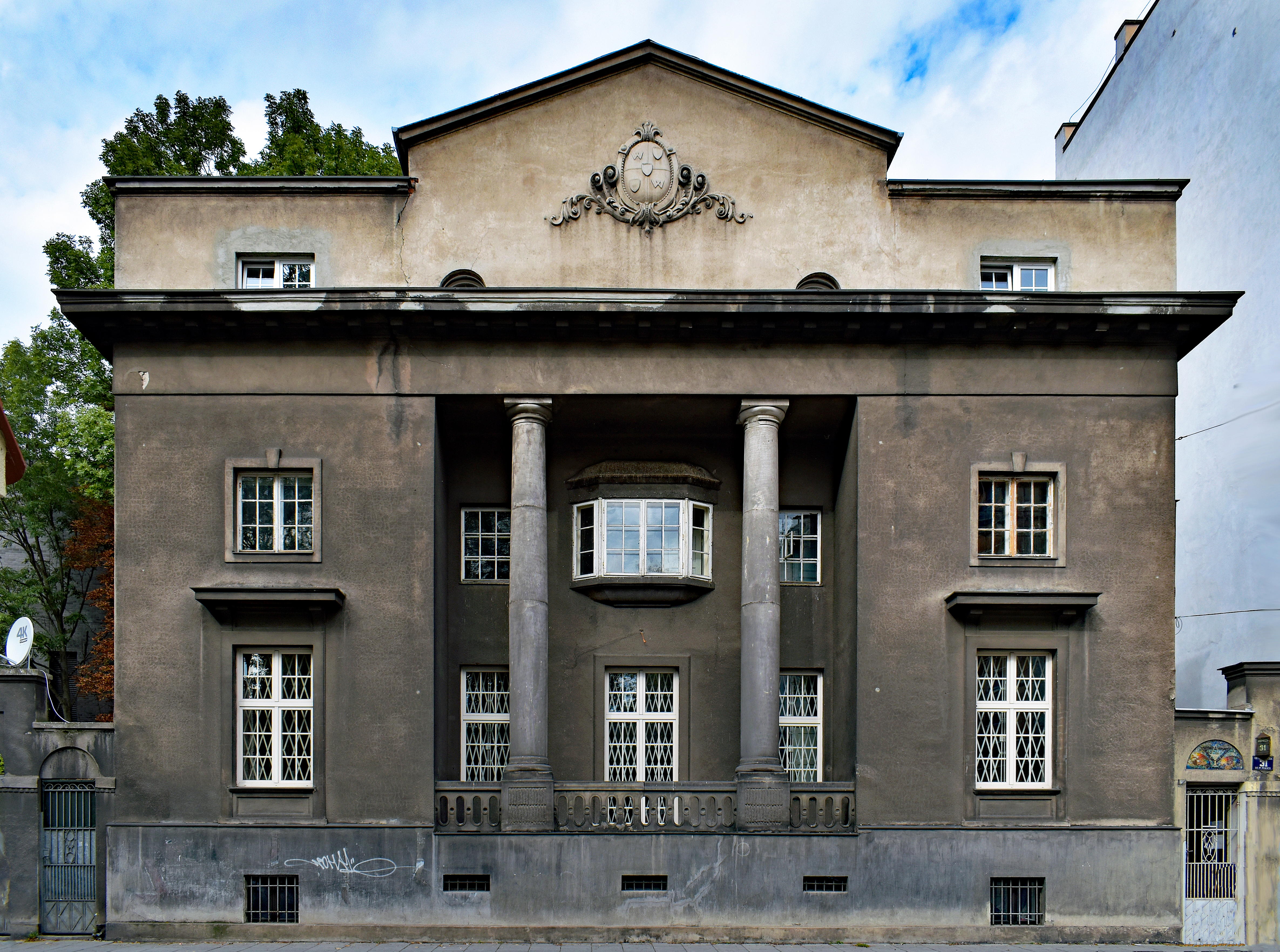
Willa Wojciecha Weissa (wspólnie z F. Mączyńskim), 1923 Kraków, ul. Krupnicza 31
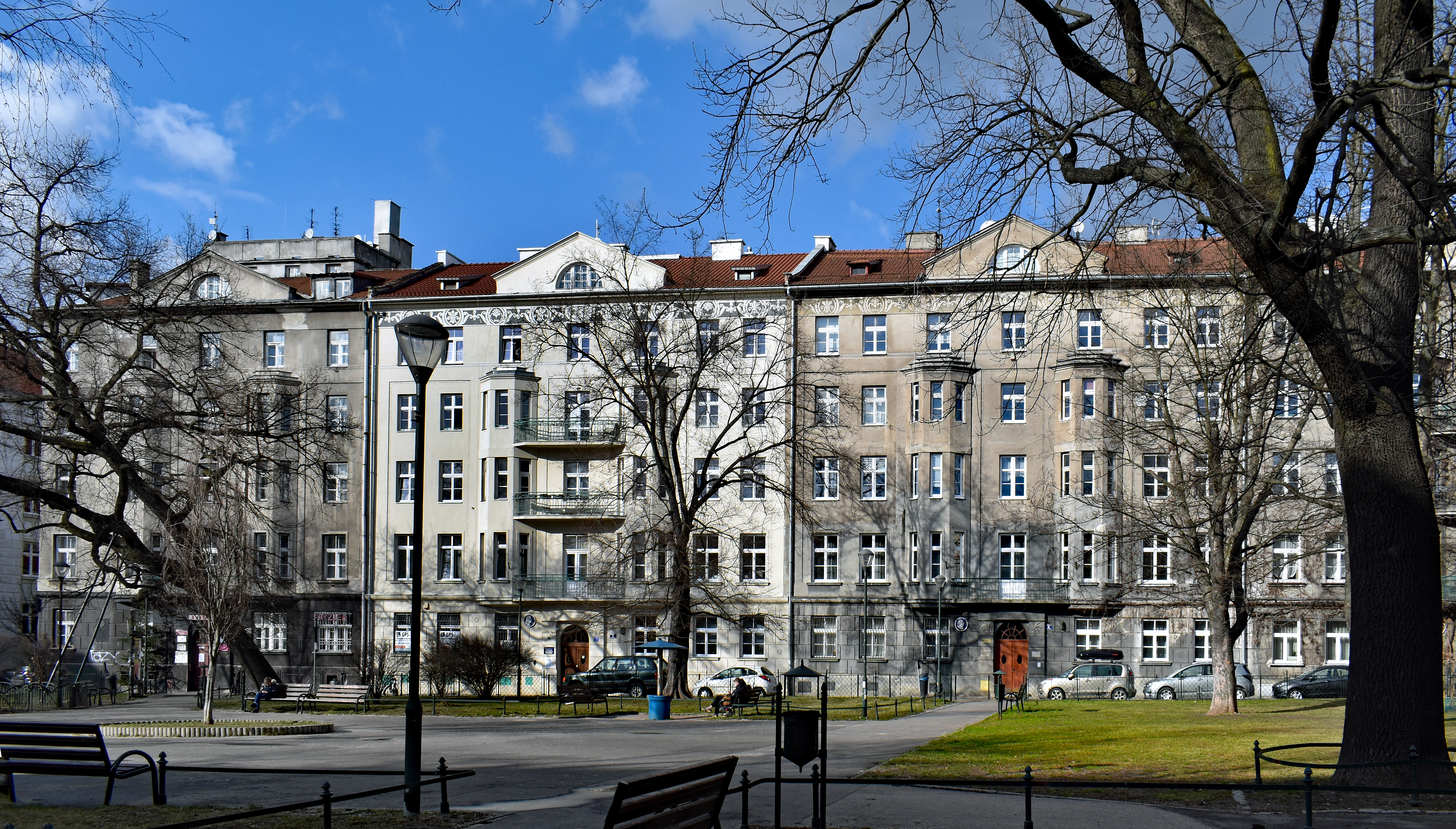
Od lewej:dawny Dom Studencki im. Stanisława Bilskiego, kamienice (wspólnie z F. Mączyńskim), 1924 Kraków,  pl. Sikorskiego 1, 2 i 3  * odbudowa i rozbudowa kościoła św. Jana Chrzciciela w Radłowie.

## Ordery i odznaczenia
- Krzyż Oficerski Orderu Odrodzenia Polski (28 kwietnia 1926)[6][7]
- Krzyż Oficerski Orderu Legii Honorowej (Francja)
- Order Palm Akademickich (Francja)

## Upamiętnienie
Jedna z ulic w XII dzielnicy Krakowa Bieżanów-Prokocim została nazwana imieniem Tadeusza Stryjeńskiego.